# Jan Militký
Jan Militký je český kytarista, textař, aranžér, hudební pedagog a publicista.

## Životopis
Původně studoval klasickou hudbu na státní konzervatoři v Plzni (obor klarinet), již v prvním ročníku se však začal věnovat elektrické kytaře. Po třech letech složil profesionální zkoušky pod Pražským kulturním střediskem a v roce 1986 nastoupil dráhu profesionálního kytaristy. V mládí byl též členem Dechového Orchestru Mládeže v Mar. Lázních jako klarinetista a koncem 80. let hostoval jako kytarista v Big Bandu LŠU v Mariánských Lázních pod vedením Josefa Hurtíka, se kterým navštívil mnoho jazzových festivalů po celé Evropě a zúčastnil se též televizního vysílání Hudebního Studia "M" (rež. Jan Bonaventura, mod. Alfréd Strejček) v tehdejším pražském Paláci kultury, kam bylo toto amatérské hudební těleso pro svou výjimečnou hudební úroveň a nízký věkový průměr (17 let) pozváno. Prošel kapelami Dr. Max, 5P, Sarah, The Wall Team Filipa Benešovského. Hostoval a studiově spolupracoval s různými dalšími interprety a formacemi (Ondřej Soukup, Jaromír Nohavica, Marie Rottrová, Petr Kolář, Eva Pilarová, Roman Holý, Těžkej Pokondr, Neřež, Masomlejn a další).
V roce 1998 založil funky-fusion band s názvem Bloody Mary, hrající téměř výhradně jeho hudbu. Kapela měla několik obsazení. Jako členové se zde kromě Jana Militkého (kytara, kytarový synthesizer a zpěv) objevili Jan Jakubec a Miroslav Dlouhý (baskytara), Kamil Němec, Vilém Stadther a Tomáš „Kobdzey“ Kašpar (bicí), Pavel Hrabě a Jakub „Kudo“ Doležal (saxofon) a Vítek Beneš (klávesy). Kapela vydala dvě desky a živé vystupování ukončila v roce 2006.
V roce 1997 založil Jan Militký Rockové kurzy, kde působí jako lektor. Na hudebních workshopech a produkcích v rámci této akce se podíleli Daniel Forró, Eduard Klezla, Richard Scheufler, Lukáš Doksanský, Vlaďka Svobodová (zpěv, ex Laura a její tygři), Jan Tulenko (skupina Davida Krause), Petr Kutheil (Votchi, finalista soutěže Hlas ČeskoSlovenska), Camilo Caller (profesor Konzervatoře Jaroslava Ježka) a mnozí další.
Jan Militký působil jako dopisovatel časopisu Muzikus a je také autorem několika kytarových publikací.

## Diskografie

### Autorská alba
- Honza Militký & nepřátelé (1994, oficiálně nevydáno)
- Chtěl bych být diktátor (Bloody Mary, 2000)
- Netančím (Bloody Mary, 2007)
- Sběrné suroviny (2007)

### Jako kytarista
- Dr. Max - Nultý den (1988, single)
- The Best Of Dr Max (1992)
- Paměti (pra)trpaslíka Čecha (Masomlejn, 1993)
- Bleeding Eyes (1993)
- Sarah I. (1994)
- Sbohem Tvá Máňa (Těžkej Pokondr, 1996)
- Sladce a moudře (Miki Jelínek, 1998)
- Jednou v roce (Lektoři Rockových kurzů, 2002)
- Rodeo (Eva Pilarová, 2002)
- Babylon (Jaromír Nohavica, 2003)
- Jednou měř, 2 × neřež (Neřež, 2004)
- Zlatý výběr (Eva Pilarová, 2004)
- Elixír života (muzikál Ondřeje Soukupa a Gabriely Osvaldové, 2005)
- Kamení (Raven, 2006)

## Publikace
MILITKÝ, Honza. Kytara nejen hard & heavy: technika hry [hudebnina]. Praha: Muzikus, ©1998. 37 s. ISBN 80-86253-00-7 .
Technika a improvizace na elektrickou kytaru díl 1  a 2 .